# استیون بلوم (پژوهشگر)
استیون بلوم (به انگلیسی: Stephen Blum) پژوهشگر آمریکایی موسیقی اقوام و استاد دانشگاه شهری نیویورک است.
او به طور خاص درباره موسیقی نواحی خراسان و موسیقی کردی تحقیقاتی انجام داده‌است.